# Дзвіниця Вознесенської церкви (Ромни)
Дзвіниця Вознесенської церкви в Ромнах — православний (Української православної церкви Московського патріархату) історичний храм у районному центрі місті Ромнах Сумської області; взірець високого класицизму кінця XVIII—XIX століть, одна з цінних історико-архітектурних пам'яток міста.
Дзвіниця розташована в історичному середмісті на головній вулиці Ромен — Соборній, будинок № 25.

## Історія дзвіниці
4 вересня 1753 року біля Вознесенської церкви була закладена церква в ім'я Святої Великомучениці Варвари. Будувалася церква десять років, була освячена у 1763 році. У 1753—1763 роках над церквою Святої Великомучениці Варвари звели невелику одноярусну дзвіницю. Дзвіниця чотирьохкутна, над нею піднімався тонкий шпиль, на якому стояв хрест. У 1804 році за кошти місцевого церковного мецената — купця Василя Петровича Троянського Варваринську церкву перебудували. Там установили піч, маленькі хори, новий іконостас. У 1814 році церкву святої Варвари переосвятили на честь Трьох Святителів — Василія Великого, Григорія Богослова, Івана Золотоустого. У 1879 році до західного притвору теплої церкви прибудували кам'яну сторожку. У 1895 році дзвіницю перебудовали. Замість шпиля надбудували високий восьмигранний другий ярус і увінчали його двоярусною банею необарокового характеру з люкарнами. Перемістили дзвони. Від перебудови дзвіниця стала кращою. У радянський час дзвіниця, як і церква, була закрита й зазнала часткової руйнації. На початку 1990-х років культова споруда була повернута церковній громаді (УПЦ (МП)).

## Опис
Дзвіниця мурована, розташована південніше від Вознесенської церкви. На першому ярусі у дзвіниці розміщена тепла Трьохсвятительська церква. Вона — прямокутна у плані, двокамерна, з прямокутною прибудовою і двоярусною дзвіницею типу «восьмерик на четверику».
Для дзвіниці властивий синтез класицизму та бароко. В обох ярусах дзвіниці знаходяться аркові отвори для дзвонів.